# Dameneishockey-Bundesliga 2003/04
Die Saison 2003/04 der österreichischen Dameneishockey-Bundesliga wurde mit acht Mannschaften ausgetragen. Titelverteidiger waren die EHV Sabres Wien, die ihre Meisterschaft auch in der neuen Saison verteidigen konnten.

## Grunddurchgang

### Tabelle nach dem Grunddurchgang
| Platz | Team                   | Spiele | Punkte | W  | L  | Tore   | Diff. |
| ----- | ---------------------- | ------ | ------ | -- | -- | ------ | ----- |
| 1     | EC The Ravens Salzburg | 14     | 26     | 13 | 1  | 126:23 | +103  |
| 2     | Vienna Flyers          | 14     | 22     | 11 | 3  | 148:21 | +127  |
| 3     | EHV Sabres Wien        | 14     | 22     | 11 | 3  | 76:28  | +48   |
| 4     | DEC Dragons Klagenfurt | 14     | 18     | 9  | 5  | 85:30  | +55   |
| 5     | Gipsy Girls Villach    | 14     | 10     | 5  | 9  | 34:68  | −34   |
| 6     | Grazer Eishexen        | 14     | 8      | 4  | 10 | 22:117 | −95   |
| 7     | EHC Kundl              | 14     | 4      | 2  | 12 | 13:114 | −101  |
| 8     | DEHC Innsbruck         | 14     | 2      | 1  | 13 | 17:120 | −103  |

## Playoffs

### Halbfinale
- EHV Sabres Wien – Vienna Flyers: 2:0 (6:1, 8:0)
- EC The Ravens Salzburg – DEC Dragons Klagenfurt: 2:0 (6:1, 4:0)

### Spiel um Platz 3
- DEC Dragons Klagenfurt – Vienna Flyers: 2:1 (8:2, 1:2, 2:0)

### Finale
- EHV Sabres Wien – EC The Ravens Salzburg 2:1 (4:2, 4:5, 6:3)

### Spiele um Platz 5
- 31. Jänner 2004: Gipsy Girls Villach – EHC Kundl 7:3 (3:2,1:1,3:0)
- 31. Jänner 2004: Grazer Eishexen – DEHC Innsbruck 5:2 (1:1,3:1,1:0)
- 15. Februar 2004: Grazer Eishexen – EHC Kundl 3:0 (0:0,1:0,2:0)
- 28. Februar 2004: DEHC Innsbruck – Gipsy Girls Villach 4:3 n. V. (1:0,1:1,1:2,1:0)
- 6. März 2004: Gipsy Girls Villach – Grazer Eishexen: 2:1 (0:0,1:1,1:0)
- 7. März 2004: EHC Kundl – DEHC Innsbruck 4:5 (1:2,3:3,0:0)

## Meisterschaftsendstand
1. EHV Sabres Wien
2. EC The Ravens Salzburg
3. DEC Dragons Klagenfurt
4. Vienna Flyers
5. Gipsy Girls Villach
6. Grazer Eishexen
7. DEHC Innsbruck
8. EHC Kundl